# Vicente Martínez Duart
Ne pas confondre avec Vicente Martínez Alama, un autre joueur du FC Barcelone.
Vicente Martínez Duart, (en catalan, Vicenç Martínez), né en 1896 à Barcelone (Catalogne, Espagne) et mort le 20 décembre 1963 dans la même ville, est un footballeur espagnol des années 1910 et 1920. Il jouait au poste d'attaquant avec le FC Barcelone.

## Biographie
Vicente Martínez est un des grands attaquants du FC Barcelone entre 1915 et 1923. Il joue un total de 261 matchs au cours desquels il marque 183 buts. Il joue au poste d'avant-centre ou comme milieu de terrain droit. Il remporte deux Coupes d'Espagne et cinq championnats de Catalogne.
Le 17 juin 1923 a lieu le match d'hommage à Vicente Martínez au Camp de Les Corts (le Barça bat le CE Sabadell 2 à 1). Ce match est le dernier de la carrière de Vicente Martínez Duart.

## Palmarès
Avec le FC Barcelone :
- Vainqueur de la Coupe d'Espagne en 1920[3] et 1922[4]
- Champion de Catalogne en 1916, 1919, 1920, 1921 et 1922